# Anja Eichhorst

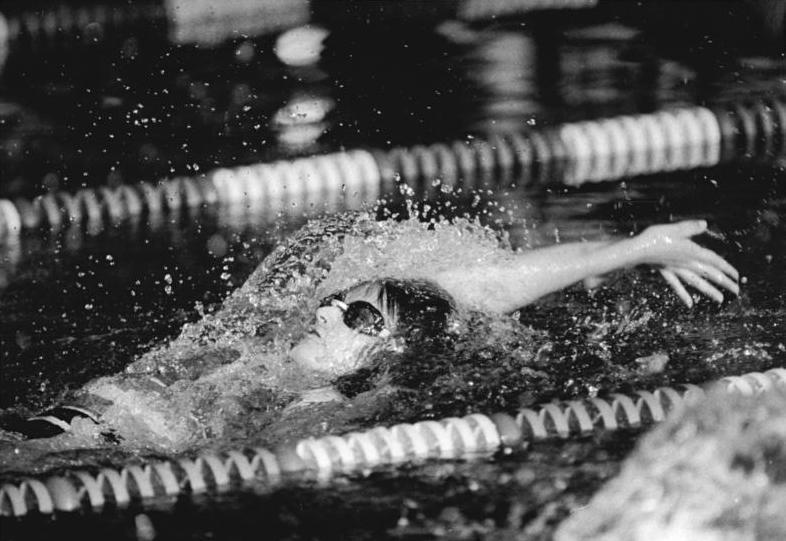
Anja Eichhorst (1988)

Anja Eichhorst (* 1971) ist eine ehemalige deutsche Schwimmerin, die bis 1990 für die Deutsche Demokratische Republik antrat. Sie gewann bei Europameisterschaften eine Bronzemedaille auf der 50-Meter-Bahn und je einmal Silber und Bronze auf der 25-Meter-Bahn.

## Karriere
Anja Eichhorst schwamm bis 1990 für den SC Empor Rostock und dann für die SG Warnow Rostock. Im Mastersbereich trat sie für den EOSC Offenbach an.
Bei den Europameisterschaften 1989 in Bonn siegte Kristin Otto aus der DDR über 100 Meter Rücken vor der Ungarin Krisztina Egerszegi, Anja Eichhorst wurde Dritte vor den beiden Schwimmerinnen aus der BRD. 1990 gewann Eichhorst den letzten Meistertitel der DDR über 100 Meter Rücken bei den Meisterschaften in Dresden vor Dagmar Hase. Über 200 Meter siegte Hase vor Eichhorst.
1991 wurden in Gelsenkirchen die ersten Sprinteuropameisterschaften ausgetragen. Über 50 Meter Rücken siegte Sandra Völker vor Anja Eichhorst, Andrea Kutz auf dem Bronzerang sorgte für einen deutschen Dreifachsieg. Im Jahr darauf bei den Sprinteuropameisterschaften 1992 in Espoo gewann Völker vor der Russin Nina Schiwanewskaja, Eichhorst erkämpfte die Bronzemedaille.